# Clube de campo

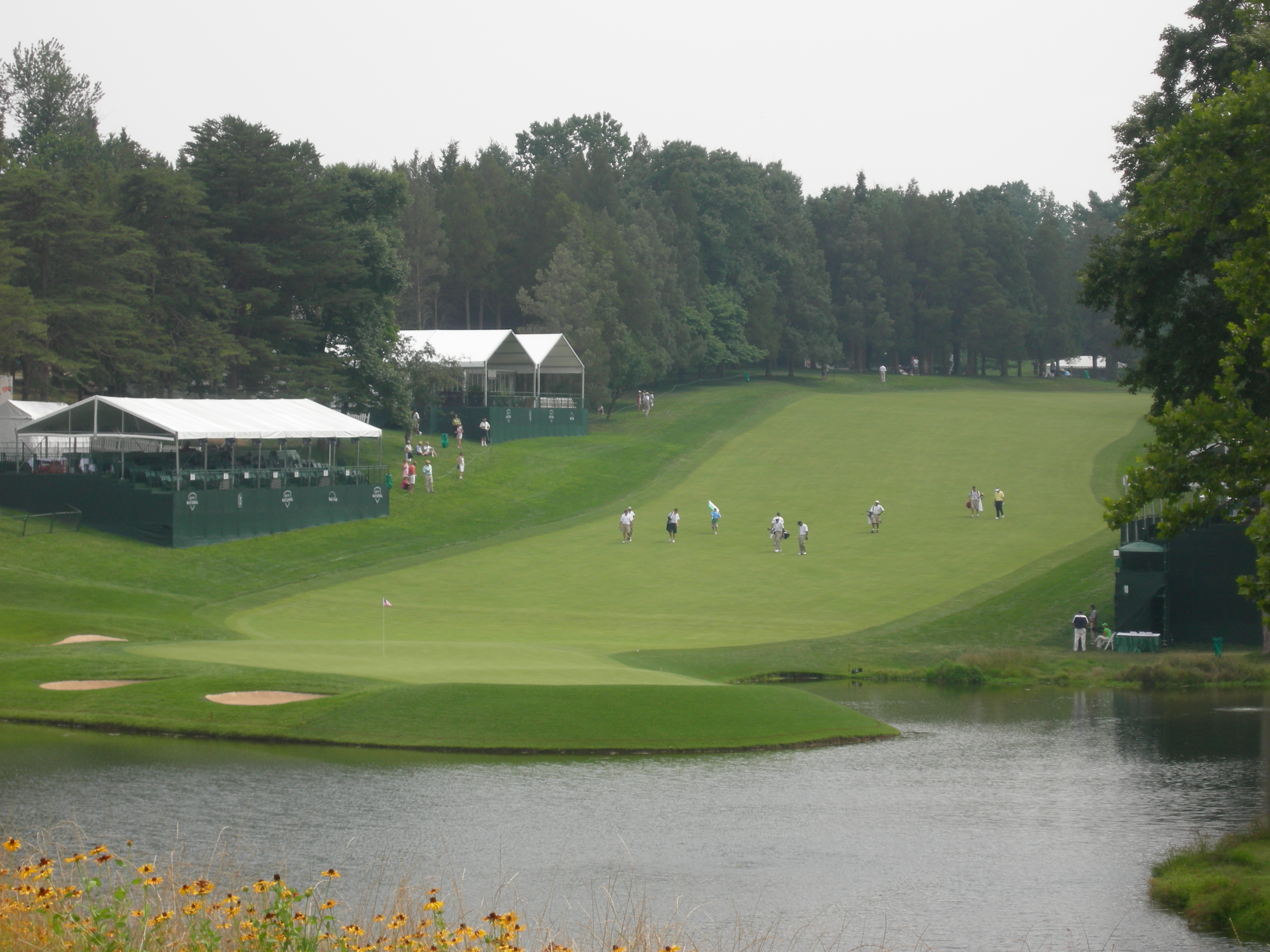
O décimo oitavo buraco do Congressional Country Club, em Bethesda, Maryland.

Clube de campo (em inglês country club) é um clube privado que oferece uma variedade de facilidades esportivas e recreacionais, normalmente localizado nas redondezas de uma cidade ou em áreas rurais. Os esportes praticados mais comuns são tênis, golfe e polo.